# (17446) Mopaku
(17446) Mopaku est un astéroïde de la ceinture principale.

## Description
(17446) Mopaku est un astéroïde de la ceinture principale. Il fut découvert le 23 janvier 1990 à Kavalur par Rajgopalan Rajamohan. Il présente une orbite caractérisée par un demi-grand axe de 2,43 UA, une excentricité de 0,07 et une inclinaison de 6,0° par rapport à l'écliptique.

## Compléments